# Cupa Confederațiilor FIFA 2003
Cupa Confederațiilor FIFA 2003 a fost a 6-ea ediție a Cupei Confederațiilor FIFA, turneul s-a desfășurat în Franța în iunie 2003. Franța a câștigat turneul după ce a câștigat meciul contra Camerunului la scorul de 1—0. Turcia a câștigat finala mică contra Columbiei la scorul de 2—1.

## Echipe participante

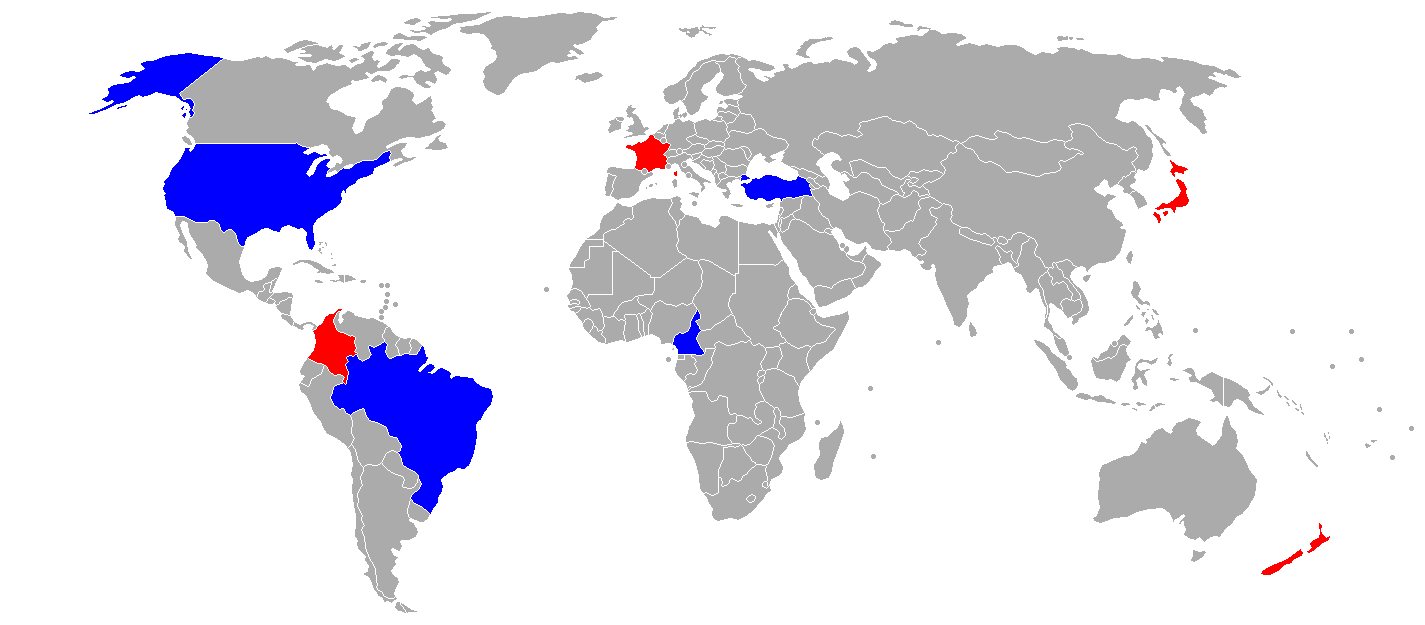
Echipe participante la Cupa Confederațiilor 2003

| Echipă                     | Confederație | Calificare                                             | Participare |
| -------------------------- | ------------ | ------------------------------------------------------ | ----------- |
| Franța                     | UEFA         | Câștigătorii UEFA Euro 2000 și organizatorii turneului | 2           |
| Brazilia                   | CONMEBOL     | Câștigătorii Campionatului Mondial de Fotbal 2002      |             |
| Camerun                    | CAF          | Câștigătorii Cupei Africii pe Națiuni 2002             | 2           |
| Columbia                   | CONMEBOL     | Câștogătorii Copa América 2001                         | 1           |
| Japonia                    | AFC          | Câștigătorii Cupei Asiei AFC 2000                      | 3           |
| Noua Zeelandă              | OFC          | Câștigătorii Cupei Națiunilor OFC 2000                 | 2           |
| Turcia                     | UEFA         | Locul trei de la Campionatul Mondial de Fotbal 20021   | 1           |
| Statele Unite ale Americii | CONCACAF     | Câștigătorii Cupei de Aur CONCACAF 2002                | 3           |

## Stadionul
Stadioanele pe care s-a jucat:
| Saint-Denis        | Lyon               | Saint-Étienne           |
| ------------------ | ------------------ | ----------------------- |
| Stade de France    | Stade de Gerland   | Stade Geoffroy-Guichard |
| Capacitate: 80,000 | Capacitate: 41,200 | Capacitate: 36,000      |
|                    |                    |                         |

## Arbitri
| Africa - Coffi Codjia Asia - Masoud Moradi Europe - Lucílio Batista - Valentin Valentinovich Ivanov - Markus Merk | North America, Central America and Caribbean - Carlos Batres Oceania - Mark Shield South America - Carlos Amarilla - Jorge Larrionda |

## Faza grupelor

### Grupa A
| Echipă        | Pld | W | D | L | GF | GA | GD  | Pts |
| ------------- | --- | - | - | - | -- | -- | --- | --- |
| Franța        | 3   | 3 | 0 | 0 | 8  | 1  | +7  | 9   |
| Columbia      | 3   | 2 | 0 | 1 | 4  | 2  | +2  | 6   |
| Japonia       | 3   | 1 | 0 | 2 | 4  | 3  | +1  | 3   |
| Noua Zeelandă | 3   | 0 | 0 | 3 | 1  | 11 | -10 | 0   |

| Noua Zeelandă | 0 – 3    | Japonia                      |
| ------------- | -------- | ---------------------------- |
|               | (Report) | Nakamura 12', 75' Nakata 65' |

| Franța           | 1 – 0    | Columbia |
| ---------------- | -------- | -------- |
| Henry 39' (pen.) | (Report) |          |

| Columbia                          | 3 – 1    | Noua Zeelandă                |
| --------------------------------- | -------- | ---------------------------- |
| López 58' Yepes 75' Hernández 85' | (Report) | de Gregorio 27' · Killen 68' |

| Franța                                    | 2 – 1    | Japonia      |
| ----------------------------------------- | -------- | ------------ |
| Pirès 43' (pen.) · Govou 65' · Sagnol 90' | (Report) | Nakamura 59' |

| Franța                                               | 5 – 0    | Noua Zeelandă |
| ---------------------------------------------------- | -------- | ------------- |
| Kapo 17' Henry 20' Cissé 71' Giuly 90+1' Pirès 90+3' | (Report) |               |

| Japonia | 0 – 1    | Columbia      |
| ------- | -------- | ------------- |
|         | (Report) | Hernández 68' |

### Grupa B
| Echipă                     | Pld | W | D | L | GF | GA | GD | Pts |
| -------------------------- | --- | - | - | - | -- | -- | -- | --- |
| Camerun                    | 3   | 2 | 1 | 0 | 2  | 0  | +2 | 7   |
| Turcia                     | 3   | 1 | 1 | 1 | 4  | 4  | 0  | 4   |
| Brazilia                   | 3   | 1 | 1 | 1 | 3  | 3  | 0  | 4   |
| Statele Unite ale Americii | 3   | 0 | 1 | 2 | 1  | 3  | –2 | 1   |

| Turcia                        | 2 – 1    | Statele Unite ale Americii |
| ----------------------------- | -------- | -------------------------- |
| Okan Y. 40' (pen.) Tuncay 73' | (Report) | Beasley 37'                |

| Brazilia | 0 – 1    | Camerun   |
| -------- | -------- | --------- |
|          | (Report) | Eto'o 83' |

| Camerun             | 1 – 0    | Turcia |
| ------------------- | -------- | ------ |
| Geremi 90+1' (pen.) | (Report) |        |

| Brazilia    | 1 – 0    | Statele Unite ale Americii |
| ----------- | -------- | -------------------------- |
| Adriano 22' | (Report) |                            |

| Brazilia                                    | 2 – 2    | Turcia                   |
| ------------------------------------------- | -------- | ------------------------ |
| Adriano 23' · Alex 90+3' · Ronaldinho 90+3' | (Report) | Gökdeniz 53' Okan Y. 81' |

| Statele Unite ale Americii | 0 – 0    | Camerun |
| -------------------------- | -------- | ------- |
|                            | (Report) |         |

## Faza eliminatorie
|  | Semifinale             | Semifinale             |   |                          | Finala                   | Finala |  |
|  |                        |                        |   |                          |                          |        |  |
|  | 26 iunie - Lyon        |                        |   |                          |                          |        |  |
|  | Camerun                | 1                      |   |                          |                          |        |  |
|  | Columbia               | 0                      |   |                          |                          |        |  |
|  |                        |                        |   |                          |                          |        |  |
|  |                        |                        |   |                          | 29 iunie - Saint-Denis   |        |  |
|  |                        |                        |   |                          | Camerun                  | 0      |  |
|  |                        | Franța (d.p)           | 1 |                          |                          |        |  |
|  |                        |                        |   |                          |                          |        |  |
|  |                        |                        |   |                          |                          |        |  |
|  |                        |                        |   |                          | Finala mică              |        |  |
|  | 26 iunie - Saint-Denis | 26 iunie - Saint-Denis |   | 28 iunie - Saint-Etienne | 28 iunie - Saint-Etienne |        |  |
|  | Franța                 | 3                      |   | Columbia                 | 1                        |        |  |
|  | Turcia                 | 2                      |   |                          | Turcia                   | 2      |  |

### Semi-finale
| Camerun                | 1 – 0     | Columbia |
| ---------------------- | --------- | -------- |
| Ndiefi 9' · Tchato 69' | (Cronică) |          |

| Franța                          | 3 – 2     | Turcia                  |
| ------------------------------- | --------- | ----------------------- |
| Henry 11' Pirès 26' Wiltord 43' | (Cronică) | Gökdeniz 42' Tuncay 48' |

### Locul trei
| Columbia      | 1 – 2     | Turcia                |
| ------------- | --------- | --------------------- |
| Hernández 63' | (Cronică) | Tuncay 2' Okan Y. 86' |

### Finală
| Camerun | 0 – 1 (d.p.) | Franța    |
| ------- | ------------ | --------- |
|         | (Cronică)    | Henry 98' |

## Marcatori
| 4 goluri - Thierry Henry 3 goluri - Giovanny Hernández - Robert Pirès - Shunsuke Nakamura - Tuncay Șanlı - Okan Yılmaz | 2 goluri - Adriano - Gökdeniz Karadeniz 1 gol - Alex - Samuel Eto'o - Geremi - Pius Ndiefi - Jorge López | 1 gol (cont.) - Mario Yepes - Djibril Cissé - Ludovic Giuly - Sidney Govou - Olivier Kapo - Sylvain Wiltord - Hidetoshi Nakata - Raf de Gregorio - DaMarcus Beasley |